# Лиляна Пандева
Лиляна Пандева (на македонска литературна норма: Лилјана Пандева) е северномакедонска литературоведка, преводачка, поетеса и авторка на произведения в жанра лирика, любовен роман, детска литература и документалистика.

## Биография и творчество
Пандева е родена през 1964 г. в Ново село, СФР Югославия (днес Северна Македония).
Завършва през 1989 г. македонска филология в катедра по история на литературата за югославските републики във Филологическия факултет „Блаже Конески“ на Скопския университет Св. св. Кирил и Методий“. Получава през 2010 г. магистърска степен по филология с дипломна работа на тема: „Поетични фигури на формата в македонската литература между традицията и иновацията“ и през 2019 г. докторска степен на тема: „Адвербиализация на македонския език“.
Автор на няколко професионални статии в областта на македонистиката.
Получава две награди за разказ от вестник „Нова Македония“ през 2002 и 2019 г. През 2010 г. става член на Дружеството на писателите на Македония.
Пише проза и поезия. Авторка е на детската книга „Новогодишни едноактни пиеси“, пиески за деца в стихове, стихосбирката „Любов от А до Ш и обратно“ и поемата „Капитаните“, сборниците с разкази „Служебни колони“ и „Класифицирано“, романите „От дневния ред на Калина Калин“, „Влаковете на Люцерн“, „Дойката“, „Дневници на една любов“ и „Две Коледи“.
Романът ѝ „Доилката“ от 2016 г. представя любовната история през осми век между великия македонски принц Пребонд и кърмачката Дора, която помага на съпруга си Преводача, като му носи храна и дрехи, докато той се крие в едно блато край града. Романът получава наградата „Стале Попов“ на Дружеството на писателите на Македония.
Поемата ѝ „Капитаните“ от 2020 г. получава наградата „Григор Пърличев“. Същата година получава международната награда „Петър Богдани“ за посланията ѝ за мир в международните отношения.
Произведенията ѝ са преведени на немски, сръбски и руски език.
Лиляна Пандева живее в Скопие.

## Произведения

### Самостоятелни романи
- Од агендата на Калина Калин (2009)
- Возовите на Луцерн (2010)
- Доилката (2016) – награда „Стале Попов“
- Дневници на една љубов (2019)
- Два Божика (2020)

### Поезия
- Љубов од А до Ш и обратно (2015)
- Капетаните (2020) – награда „Григор Пърличев“

### Сборници
- Канцелариски колумни (2014) – разкази
- Класифицирано (2020)

### Детска литература
- Новогодишни едночинки, драмулетки за деца (2005)